# NGC 5699
NGC 5699 est une vaste et lointaine galaxie elliptique située dans la constellation du Bouvier. Sa vitesse par rapport au fond diffus cosmologique est de 21 383 ± 13 km/s, ce qui correspond à une distance de Hubble de 315 ± 22 Mpc (∼1,03 milliard d'al). NGC 5699 a été découverte par l'astronome germano-britannique William Herschel en 1784. Cette galaxie a aussi été observée par l'astronome français Édouard Stephan le 12 mai 1883 et elle a été inscrite au New General Catalogue sous la cote NGC 5706.
Les bases de données Simbad et HyperLeda n'identifient pas NGC 5699 à NGC 5706, mais toutes deux identifient comme les autres sources consultées NGC 5706 à PGC 52334,.